# Георги Траянов
Георги (Гоге, Гога) Траянов Витанов, известен като Копелето и Копилето, е български революционер, войвода на Вътрешната македоно-одринска революционна организация.

## Биография
Георги Траянов е роден в 1874 година в кочанското село Илиово, тогава в Османската империя. От 1889 година започва да се занимава с революционна дейност. Присъединява се към ВМОРО и е куриер на Александър Чакъров, Ангел Винишки, Велко Железаров, Кръсто Бугарията, Борис Сарафов, Гоце Делчев, Мише Развигоров, Лука Иванов, Стамен Радовишки, Аргир Манасиев.
В 1914 година, подгонен от сръбските власти, бяга в Свободна България и се присъединява към войводата Мите Блатчанеца. При сражение в местността Равна вода е ранен. В същата 1914 година става помощник-войвода и участва в сражение при църквата на Драгобраща. Негови четници са Ефтим Георгиев и Спас Соколов. В 1915 година е с войводата Мице Блатцалията.
| Царевоселска чета на Гоге Копилето Траянов, 1914 година | Царевоселска чета на Гоге Копилето Траянов, 1914 година | Царевоселска чета на Гоге Копилето Траянов, 1914 година | Царевоселска чета на Гоге Копилето Траянов, 1914 година | Царевоселска чета на Гоге Копилето Траянов, 1914 година |
| Номер                                                   | Име                                                     | Селище                                                  | Околия                                                  | Забележка                                               |
| ------------------------------------------------------- | ------------------------------------------------------- | ------------------------------------------------------- | ------------------------------------------------------- | ------------------------------------------------------- |
| 1.                                                      | Гоге Копилето Траянов                                   | Илиово                                                  | Планечко                                                |                                                         |
| 2.                                                      | Стоян Трайчев                                           | Търкане                                                 | Кочанско                                                |                                                         |
| 3.                                                      | Герасим Ефремов                                         | Блатец                                                  | Кочанско                                                |                                                         |
| 4.                                                      | Яне Велинов                                             | Цера                                                    | Кочанско                                                |                                                         |
| 5.                                                      | Васил Иванов                                            | Царево село                                             | Царевоселско                                            |                                                         |
| 6.                                                      | Станко Златанов                                         | Блатец                                                  | Кочанско                                                |                                                         |
| 7.                                                      | Захари Трайчов                                          | Липец                                                   | Кочанско                                                |                                                         |
| 8.                                                      | Иван Донев                                              | Блатец                                                  | Кочанско                                                |                                                         |
| 9.                                                      | Йордан Мишов                                            | Чифлик                                                  | Кочанско                                                |                                                         |
| 10.                                                     | Тиме Георгиев                                           | Костин дол                                              | Кочанско                                                |                                                         |
| 11.                                                     | Никола Янев                                             | Илиово                                                  | Паланечко                                               |                                                         |
| 12.                                                     | Спасе Георгиев                                          | Бигла                                                   | Кочанско                                                |                                                         |
| 13.                                                     | Йордан Янакиев                                          | Търсино                                                 | Кочанско                                                |                                                         |
| 14.                                                     | Йордан Пешов                                            | Драгобраща                                              | Кочанско                                                |                                                         |
| 15.                                                     | Глигор Попспиров                                        | Драгобраща                                              | Кочанско                                                |                                                         |
| 16.                                                     | Серафим Атанасов                                        | Блатец                                                  | Кочанско                                                |                                                         |
| 17.                                                     | Методия Филипов                                         | Блатец                                                  | Кочанско                                                |                                                         |

В 1922 година, след възстановяването на Вътрешната македонска революционна организация, е назначен от водача ѝ Тодор Александров за околийски войвода, като заема поста до 1927 година.
На 14 април 1943 година, като жител на Илиово, подава молба за българска народна пенсия, която е одобрена и пенсията е отпусната от Министерския съвет на Царство България.